# Waigeobuskhöna
Waigeobuskhöna (Aepypodius bruijnii) är en utredningshotad fågel i familjen storfotshöns inom ordningen hönsfåglar. Den förekommer endast på en ö utanför Nya Guinea. Arten är fåtalig och minskar i antal. Den listas därför av IUCN som starkt hotad.

## Utseende och läten
Waigeobuskhönan är med en kroppslängd på 43 cm en stor medlem av familjen storfotshöns. Fjäderdräkten är mattbrun, gråare ovan och mer kastanjefärgad på bröstet. Ansiktet är skärt naket. Hanen har en liten röd kam och tre röda hudflikar som hänger från huvudet. Närbesläktade kambuskhönan (Aepypodius arfakianus) har svartaktig fjäderdräkt, blåvit ansikte och bara en hängande hudflik, medan mörk storfotshöna är mycket mindre med annorlunda huvudteckning och karakteristisk stjärt.

## Utbredning och systematik
Fågeln förekommer enbart på ön Waigeo utanför Nya Guinea. Den behandlas som monotypisk, det vill säga att den inte delas in i några underarter.

## Levnadssätt
Waigeobuskhönan förekommer i bergsskogar över 620 meters höjd. Mycket litet är känt om dess föda och födosökningsbeteende.

### Häckning
Liksom andra buskhöns, och de flesta storfotshönsen, ruvar inte waigeobuskhönan sina ägg på traditionellt sätt, utan gräver ner dem. De är mest kända för att bygga stora högar av ruttnande växtlighet. Dessa sköts av hannen, vilken kontinuerligt justerar temperaturen genom att tillföra och ta bort material. Kycklingarna har inte någon äggtand, utan bryter sig ut ur ägget med kraftfulla klor, och gräver sig sedan vidare upp till ytan. De kläcks med full fjäderdräkt, aktiva och redo för ett självständigt liv. Efter att äggen kläckts tar föräldrarna inte längre något ansvar för kycklingarna.

## Status
Waigeobuskhönan har ett mycket litet utbredningsområde och en världspopulation på endast 1400 individer. Den minskar dessutom i antal till följd av skogsavverkning, bränder, jakt och predation från hundar. Internationella naturvårdsunionen IUCN kategoriserar därför arten som starkt hotad.

## Namn
Fågelns vetenskapliga artnamn hedrar Antonie Augustus Bruijn (1842–1890), kapten i holländska flottan, naturforskare, handelsman i Moluckerna och engagerad i handeln med fjäderplymer på Nya Guinea.